# Raión de Jóyali
Joyalí (en azerí: Xocalı) es uno de los cincuenta y nueve rayones en los que subdivide políticamente la República de Azerbaiyán. La capital es la ciudad de Joyalí. La Masacre de Joyalí tuvo lugar en febrero de 1992.

## Territorio y Población
Comprende una superficie de 970 kilómetros cuadrados y una población de 25 332 personas, con una densidad poblacional de 26,11 habitantes por kilómetro cuadrado.

## Economía
La actividad económica predominante es la agricultura, con producción de cereales, vino, hortalizas y ganado para exportación. Antes de 1992 existía una fábrica de materiales de construcción, bodegas y fábricas de cerveza, pero la guerra de Nagorno-Karabaj destruyó casi todas las edificaciones.